# Bugtiteri
El bugtiteri (Bugtitherium) és una espècie extinta de mamífers artiodàctils de la família dels antracotèrids que visqueren al subcontinent indi durant l'Oligocè superior, fa entre 23 i 28,4 milions d'anys. Se n'han trobat restes fòssils al Balutxistan Oriental (Pakistan). Es tracta de l'única espècie del gènere Bugtitherium. Era força més gros que tots els altres membres coneguts de la seva família.  Estava dotat de dues protuberàncies dorsals de mida considerable a la punta de la premaxil·la. La seva semblança morfològica amb Anthracotherium bugtiense fa pensar que ocupaven nínxols ecològics similars en allò que aleshores era una plana inundable situada en un delta fluvial. El nom genèric Bugtitherium significa ‘bèstia dels Bugti’.